# Pasíteles
|  | Per a altres significats, vegeu «Pasíteles el Vell». |

Pasíteles (grec antic: Πασιτέλης, llatí: Pasiteles) fou un escultor i treballador de la plata de l'escola neoàtica de gran distinció. Plini el Vell el qualifica de in omnibus his summus ('entre tots el millor').
Va néixer a la Magna Grècia, i va treballar a Roma als darrers anys de la República, on va obtenir la ciutadania romana l'any 90 aC, quan encara era jove. Se sap que va fer estàtues per al temple de Juno al Pòrtic d'Octàvia, vers el 33 aC. El seu floriment s'hauria produït de l'any 60 aC fins al 30 aC. Plini diu que era actiu en temps de Pompeu el Gran.
Pasíteles va viure en un moment en què l'art de l'escultura va recobrar importància. Segons Varró, contemporani seu, no feia cap obra de la qual abans no n'hagués fet un model. Plini diu que estudiava els seus models al natural, i en una ocasió, mentre estava davant de la gàbia d'un lleó que reproduïa en plata, es va escapar una pantera d'una gàbia veïna que per poc el mata. Figura a totes les llistes d'eminents artistes en plata i d'escultors, i segons Plini va fer moltes obres, però no se'n coneixen els noms, llevat d'una estàtua d'ivori que el mateix Plini diu que representava Júpiter, pel temple de Marcel.
Pasíteles va escriure també sobre art, amb cinc llibres sobre escultures i escultors que Plini qualifica de mirabilia opera, i que li van servir de referència. Ciceró el va conèixer, i explica que havia vist una de les seves produccions en plata que representava el prodigi que va assenyalar l'èxit de l'infant Quint Rosci com a actor.
Devia fundar una escola d'escultura, perquè es conserven inscripcions que diuen que va ser mestre d'Estèfan, que al seu torn va ser mestre de Menelau.